# Braunschweiger Tracht
Die Braunschweiger Tracht ist eine traditionelle Kleidung aus dem ehemaligen Herzogtum Braunschweig bzw. dem Braunschweiger Land aus der Zeit um 1840. Sie wurde vermutlich im ganzen Bereich des Herzogtums getragen sowie in Varianten in den angrenzenden Gebieten.

## Die Tracht der Frauen
Die Tracht der Frauen ist in leuchtenden Farben gehalten. Sie besteht aus einem etwa wadenlangen roten Rock, der unten mit einem grünen Streifen besetzt ist. Hinten und an den Seiten ist er in enge Falten gelegt, das von der Schürze bedeckte Vorderteil bleibt jedoch glatt.

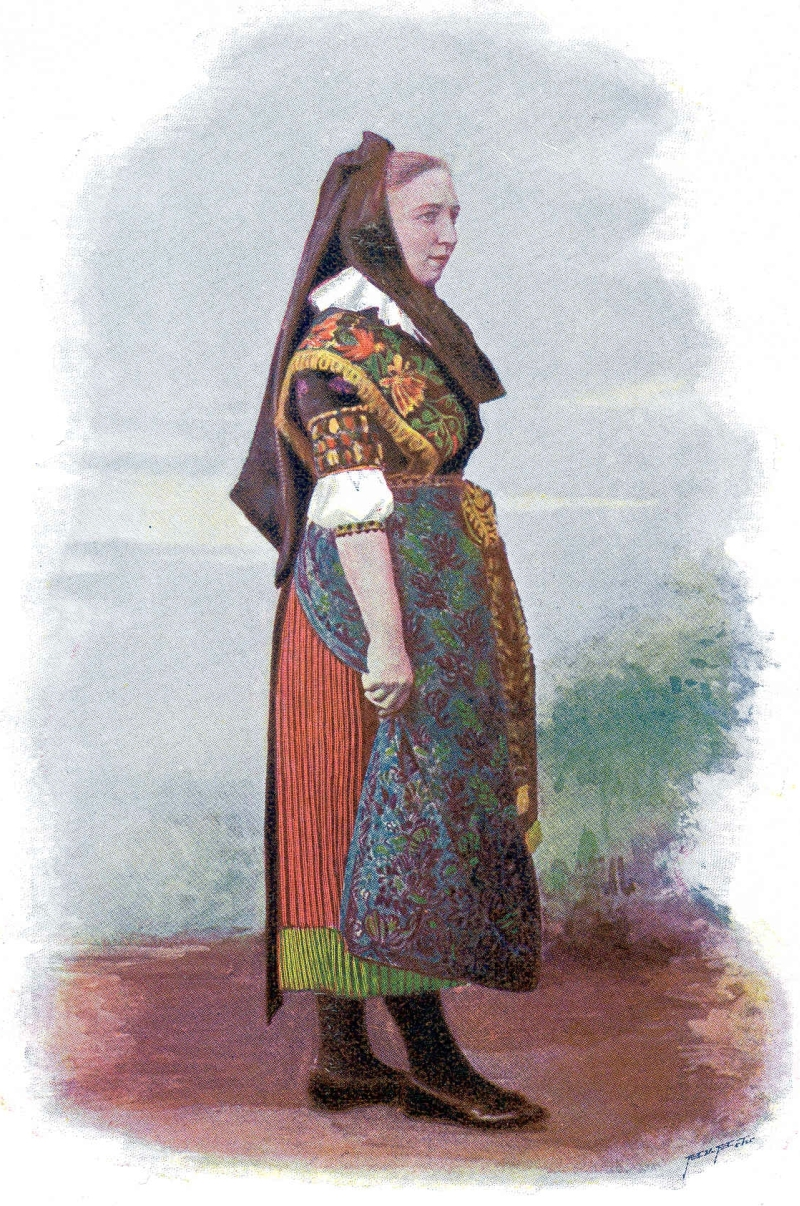
Tracht einer jungen Frau aus Waggum um 1900

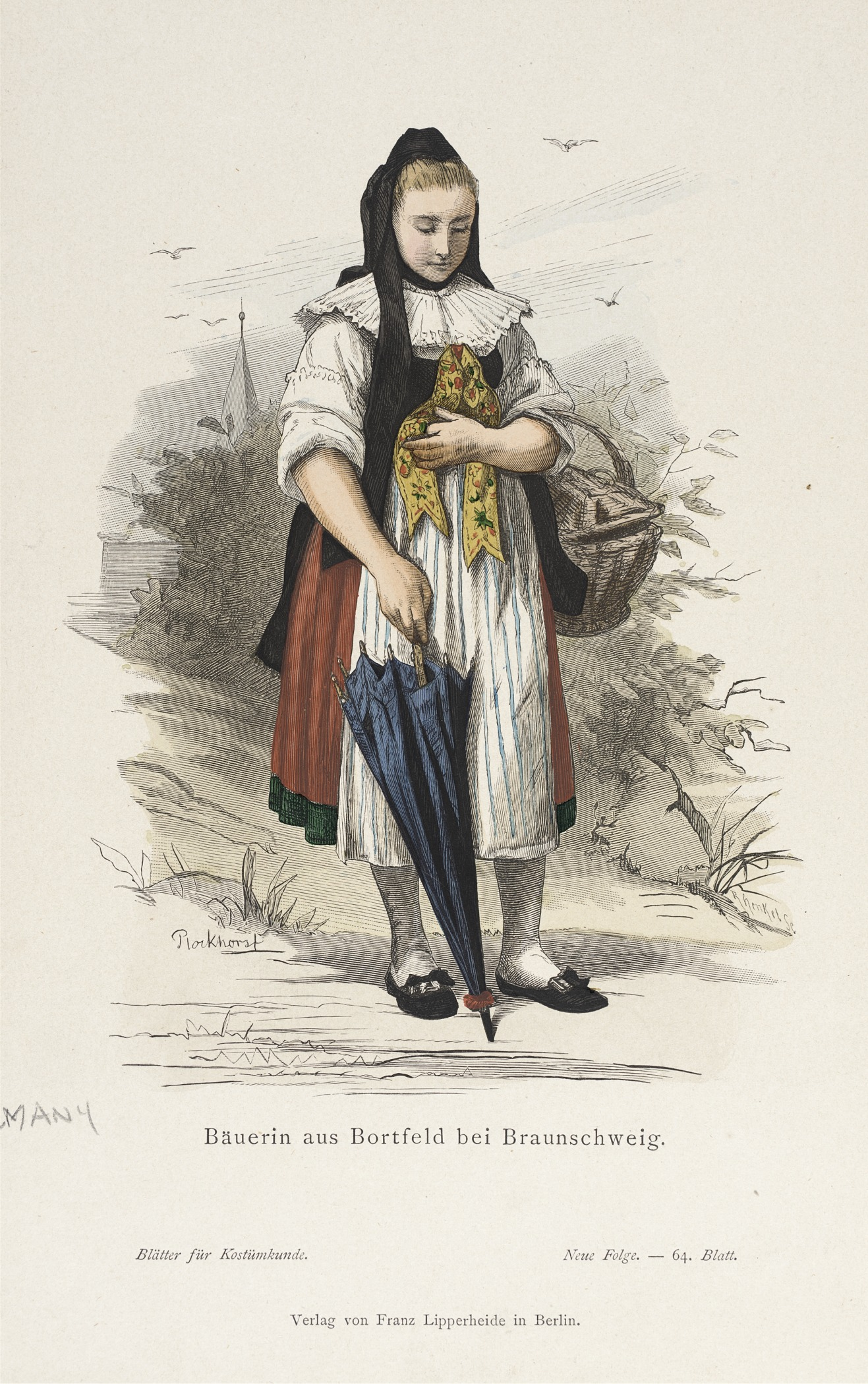
Tracht einer Bäuerin aus Bortfeld,
Lithografie von Bernhard Plockhorst, 19. Jahrhundert

Dazu wird eine kurze weiße Bluse (Halshemd) getragen. Sie hat halblange Ärmel und ist mit einem breiten Kragen (Frese) versehen, der in lockeren Rüschen oder Falten bis über die Schultern fällt.
Darüber kommt ein weit ausgeschnittenes schwarzes Mieder (Wams), es reicht bis zur Taille und wird vorne mit kleinen Knöpfen geschlossen. Unter der Frese wird eine Schleife aus besticktem Seidenband befestigt, das vorne locker herabhängt.
Ein besticktes weißes Tuch aus Baumwolle bedeckt – zum Dreieck gelegt – den oberen Teil des Rückens, sowie Schultern und Brust, die Zipfel verschwinden vorne im Mieder. Das Muster der Stickerei wiederholt sich auf der ebenfalls weißen Schürze.
Als Kopfbedeckung gehört eine kleine Haube aus schwarzem Seidenstoff dazu, auch diese ist mit aufwändiger Stickerei und lang herabhängenden Bändern verziert.
Die Strümpfe sind weiß, dazu trägt man weit ausgeschnittene Schuhe aus schwarzem Leder und mit kleinem Absatz. Sie sind ebenfalls vorne mit einer Silberschnalle geschmückt.

## Die Tracht der Männer
Bei den Männern fällt vor allem der weiße Mantel (Kittel) mit hellrotem Futter auf, der ähnlich auch in anderen Gegenden Niedersachsens gebräuchlich war. Er reicht in der Länge bis an den halben Unterschenkel, hat rot gepaspelte Taschenpatten und ist vorne etwa zu zwei Dritteln mit einer Reihe Messingknöpfe dicht besetzt.

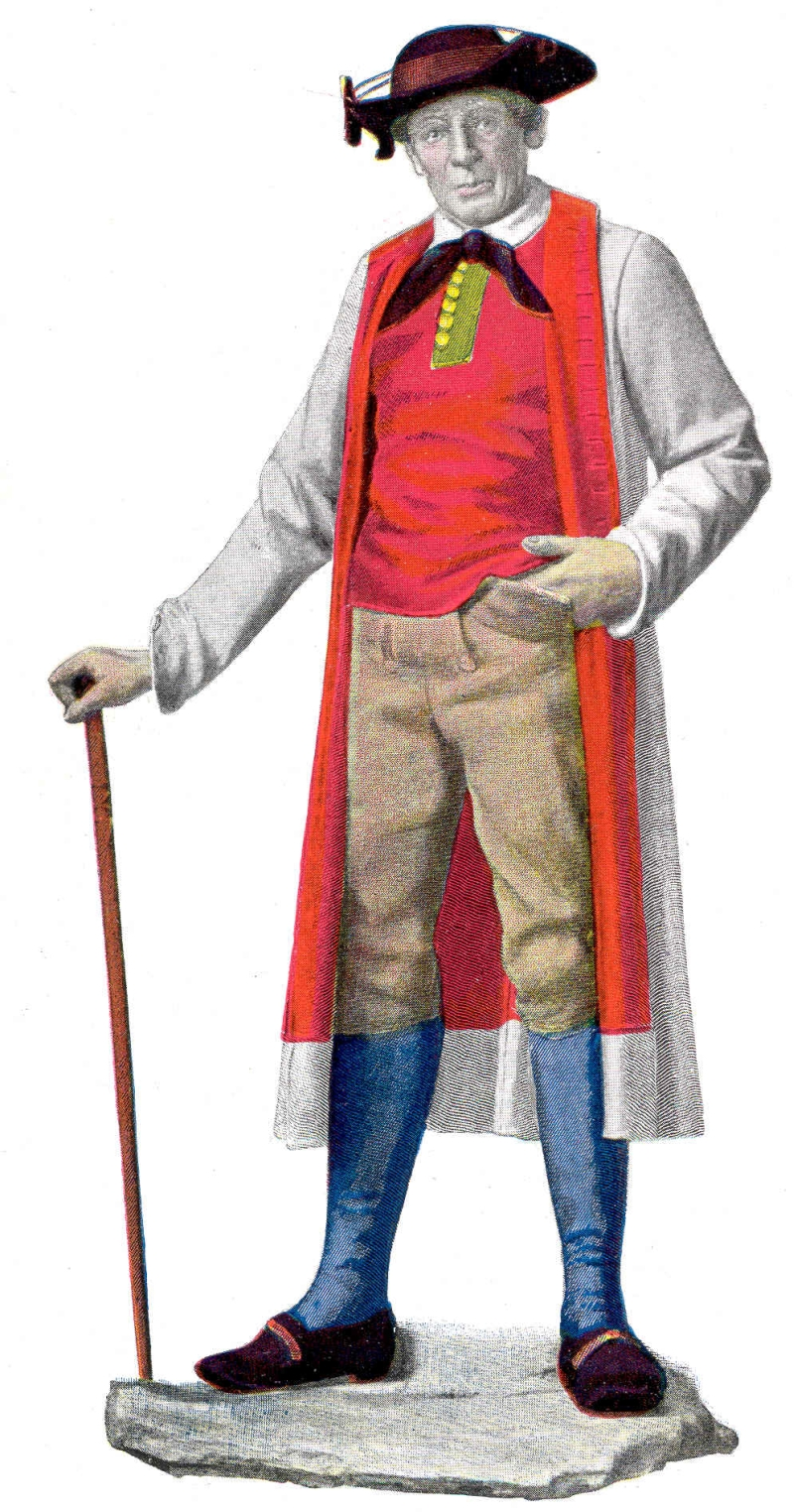
Tracht eines Bortfelder Bauern um 1900

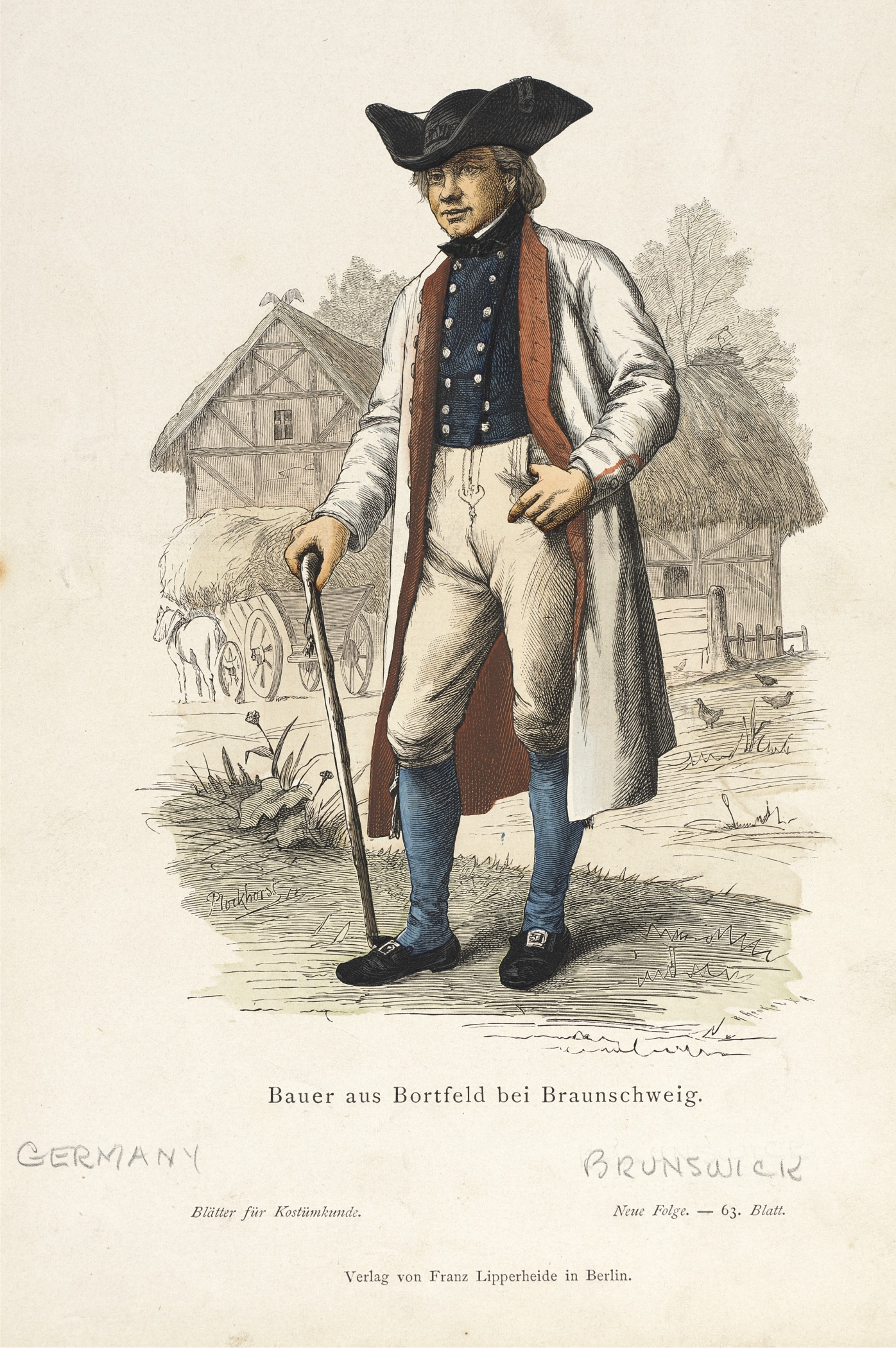
Bortfelder Bauer in Braunschweiger Tracht,
Lithografie von Bernhard Plockhorst, 19. Jahrhundert

Darunter wird eine spezielle Form der Weste (Bostdauk) getragen. Sie besteht aus rotem Wollstoff und ist rechts mit einem Armloch versehen, an der linken Seite wird sie jedoch mit Knöpfen geschlossen. Das Halsloch und der kurze Verschluss in der vorderen Mitte sind mit einem grünen Besatz eingefasst.
Im Ausschnitt des weißen Leinenhemds wird ein schwarzes Halstuch aus Baumwollstoff oder Seide getragen. Kniebundhosen (Büxen) aus hellem Leder, blaue Strümpfe (sülmst geknüttet) und schwarze Schuhe mit breiten Silberschnallen vervollständigen die Tracht.
Als Kopfbedeckung wird ein breitkrempiger schwarzer Filzhut (Dreispitz oder Dreitimpenhut) getragen. Seine Krempe ist an drei Seiten aufgeschlagen und befestigt, eine Seite mit einem Knopf und herabhängenden Bändern verziert.

## Schilderungen von Zeitzeugen

Braunschweiger Tracht aus Bortfeld

Zeitzeugen, wie der französische Schriftsteller Stendhal (1783–1842) und der deutsche Schriftsteller und Politiker Heinrich Laube (1806–1884), berichten auch von abweichenden Farbstellungen der Braunschweiger Tracht:

„Dazu trägt jeder Mann hohe Stiefel, viele schwarze Halsbinden, riesige Dreispitze, und die Kleider haben einen strengen Schnitt. Nie etwas Leichtes, nichts, das zum Gezierten oder Lächerlichen neigt.“

„Ein breit angekrempter, schwarzer Hut beschattet das dunkle, strenge Gesicht. […] Jeder trägt ein schwarzes Halstuch, einen tief dunkeln Rock mit rothem Fries gefüttert und mit massiven Bleiknöpfen von oben bis unten besetzt. Nur im heißen Sommer wird über die schwarze Untertracht ein Leinwandkittel gezogen.“